# 下北サンデーズ
『下北サンデーズ』（しもきたサンデーズ）は、石田衣良による小説、およびその小説を原作とするテレビドラマ。

## ストーリー
東京都下北沢が舞台。主人公・里中ゆいかは千葉大学進学の為に山梨県から上京。上京したはいいものの、幼い頃から旅館を経営する両親から欲しいものを何でも買い与えられていたため、欲しいものも、希望も無くなってしまっていた。大学説明会でゲリラ的に劇団員勧誘を行った「下北サンデーズ」という貧乏小劇団に興味を持ち、公演を鑑賞したゆいかは感銘を受け、入団を決意する。
劇団での人間模様、そしてゆいかの夢と青春を描く。

## 作品が生まれた経緯
石田衣良が記しているところによると、藤井フミヤのアルバム『奇妙な果実』のプロモーションビデオおまけ映像として撮影された、藤井、プロモーションビデオ監督の堤幸彦、アルバムに詞を提供した石田の3人による座談会がきっかけである。座談会の場で、3人の共同プロジェクトによるドラマを作ろうという話が出た。その直後、石田が小説の連載を始めることになり、座談会の場で話題になったドラマの原作になればいいなというつもりで、藤井・堤と共同でコンセプトを作った。そこで下北沢の劇団事情を語り合う際に出たアイデアを元に生まれた連載小説が『下北サンデーズ』である。従って、『下北サンデーズ』原案者には石田・藤井・堤が連名でクレジットされている。

## テレビドラマ
2006年7月13日から9月7日まで毎週木曜日21:00 - 21:54に、テレビ朝日系の「木曜ドラマ」枠で放送された。石田衣良・堤幸彦の『池袋ウエストゲートパーク』コンビ復活に、上戸彩主演という話題性があったが、結果的に2006年7月クールでは、同じテレビ朝日系列ドラマの『レガッタ〜君といた永遠〜』に次ぐ低視聴率を記録し、1話短縮の打ち切りという憂き目にあった。上戸にとって主演作の打ち切りは『ひと夏のパパへ』に続き2度目である。また、テレビCMでは『木曜ドラマ』の曜とドの間にハートマークと「いぇい」があった。

### キャスト

#### 劇団「下北サンデーズ」
里中ゆいか
演 - 上戸彩（幼少期：桑島真里乃）
主人公。千葉大理学部化学科（千葉大サイトで公表）の学生。「未熟」が口癖で自分自身を「里中ゆいか」または「ゆいか」と呼ぶ。物質・金銭的には恵まれた生活を送ってきたゆいかだったが、多忙な両親に構ってもらえず、いつしか人生を無味乾燥したものだと思うようになっていた。そんなゆいかが大学の入学説明会で出会った劇団「下北サンデーズ」の公演『鏡の中のカルメン〜響け! 電気釜〜』を見て感動、ついに入団を果たす（あくたがわ翼いわく「この子とサンデーズは出会ってしまった。これは運命なんだ」）。
変人と言うほどではないが考え方は少し一般人と異なっており、時として「ゆいかちゃんの暴走」と評される理屈を展開する。また普通は言い難いことも平気で口にし、剛速球と評される。
入団を機に、親が用意した自由が丘のマンションから下北沢の「あーばんはうす」に引っ越す。同時に実家からの仕送りを断り、他の劇団員と同じくアルバイトで生計を立てる決意をする。
亜希子の勧めで「ぴっちりブルマーコンテスト」に出場し、奇抜なポーズで人気を集め準優勝を果たすが、紐ビキニでのグラビアは亜希子の説得にも拒否を貫き「ブルマ以上 ビキニ未満」を宣言する。
料理は全くだめだが、実家が旅館であったため常に専門の料理人がおり、料理を作った経験が皆無なのが原因と思われる（自作のお弁当が後に出てくるため、成長過程と思われる）。
あくたがわ翼
演 - 佐々木蔵之介
劇団「下北サンデーズ」を学生時代に立ち上げ、演出と脚本を一手に手がける座長。通称「下北のドン・ファン」。
TVの深夜番組で構成台本の仕事を細々と行っている以外に収入は無く、実質的に恋人の千恵美に養われている。劇団創設当時は亜希子が恋人。更にゆいかを「演劇のミューズ（女神）になる」と評価し、自分と付き合うように迫ることもあった（千恵美との関係を問われて、「共存は可能だ」と大真面目に答えている）。
伊達千恵美
演 - 佐田真由美
劇団「下北サンデーズ」の看板女優。亜希子を除く女性陣からは「千恵美ねぇさん」とも呼ばれる。
九州出身者で結成されたアイドルグループ「ちくわっこくらぶ」の一員として上京するも、人気は低迷し、ほどなく解散。また、「ちくわっこくらぶ」結成以前に「月刊くるめ」で、いちご姫に輝いている。その後「下北サンデーズ」に入団し看板女優として活躍。「ちくわっこくらぶ」時代の経験から芸能界には根強い不信感を抱いている。そのため、後にドラマ関連の仕事が増えてきてもサンデーズに対する気持ちは変化せず、「オフィス フォルテッシモ」への所属の話にも懐疑的。
普段はキャバクラ「すきよ キャプテン」でアルバイトしており、同店でNo.1の人気を誇る（公演中でも店のステージに立つこともある）。ゆいか人気で観客が増える前は「千恵美さんのお客」がサンデーズの観客の大半を占めていた。まったくの素人であるゆいかの活躍を、当初快く思っていなかった。
江本亜希子
演 - 山口紗弥加
劇団「下北サンデーズ」の営業・経理など裏方を担当しており、座長あくたがわに次ぐ事実上のNo.2である（千恵美とは微妙な対立関係?）。劇団創設当初は女優を目指していたが、ある個人的な事情で裏方に転向した（表向きは劇団を大きくするには裏方が必要と言っており、真の事情はあくたがわも知らず、最終話で重要な意味を持つ）。
元女優であったためか地声なのか、興奮するとかなり声が大きい。大抵は90デシベル以上の音量が表示されるが、「すずなりーーーーー!」では強烈な高周波により窓は割れたが、計測不能だったのか音量表示はなかった。
劇団の知名度を上げるため、積極的に劇団員にいろいろなオーディションを紹介している。サンデーズが駅前劇場からスズナリへと進んでいくと同時に変わっていく事には肯定的で、最初に声をかけてきた「オフィス フォルテッシモ」に所属する話にも乗り気。それらに危惧を抱いている八神やゆいかなど劇団員を説得する役回りとなっている。
八神誠一
演 - 石垣佑磨
劇団「下北サンデーズ」の男優。二枚目担当。実家は下北沢最大の地主で、複雑な家庭環境から下北サンデーズを家族の様に思っている（あくたがわ=父、亜希子=母、劇団員=兄弟姉妹）。それゆえ一見クールだがサンデーズに対する精神的な依存が最も強く、独自に「サンデ軍曹」をマスコットキャラクターにしてオリジナルのリストバンドを作り常に身に付けている（ゆいかももらって身に付けている）。
亜希子の努力もあって八神にもTV出演等のオファーが来ていたが、サンデーズとしての活動以外は拒否している。他の団員に劇団以外の仕事が入ってくることでそれまでの関係が変っていくことを危惧し、何とか昔のサンデーズに戻そうとする。
サンボ現
演 - 竹山隆範（カンニング）
劇団「下北サンデーズ」の男優。キャンディと共にお笑い担当。24時間営業のサウナでアルバイトしている。絵に描いたような貧乏生活で、パンの耳とラーメンの替え玉が主食。
故郷青森に母がおり、度々嘘をついて送金をねだっている。後にCM起用を契機に多少名前が売れて収入が増えてくると、それを自慢するかのような増長した振る舞いを見せていく（長年の鬱屈した生活の反動と見ることもできる）。
キャンディ吉田
演 - 大島美幸（森三中）
劇団「下北サンデーズ」の女優。サンボと共にお笑い担当。ゆいかと同じ「あーばんはうす」の住人。得意技は投げ縄、そろばん3級。
工事現場でアルバイトしており、現場の評判も良く建設会社の社長に気に入られ、度々社員になるように誘われている（演劇に対する理解もあるので、強くは誘っていない）。
亜希子が紹介したオーディションに12回連続で不合格となり、更に失意の中でアルバイト先でもミスが重なり、終には演劇からの隠退を決意するが、暴走したゆいかに説得させられてしまい復帰。
看板女優の千恵美を「ねぇさん」と立てていたが、後に念願のドラマ出演を契機にTV局関係者と繋がりを持つと露骨にそちらとの付き合いを優先させるようになり、ついに「千恵美さん」と呼んでしまう。
寺島玲子
演 - 松永京子
劇団「下北サンデーズ」の女優。容貌から知性的な役柄が多い。早稲田大学第一文学部文学科英文学専攻出身で学習塾でアルバイトしている。ゆいかと同じ「あーばんはうす」の住人で、ゆいかも引越しす前は玲子の部屋に何度か泊めてもらっている。異常に寝つきが早い。
演技だけではなく後にあくたがわの代役として深夜番組の構成台本を書き、それを足がかりにネットドラマの脚本も依頼されるようになる（出来上がりが早いので好評らしい）。
ジョー大杉
演 - 金児憲史
劇団「下北サンデーズ」の男優。二枚目から二枚目半までをこなす肉体派。警備員のアルバイトしている。
貧乏度・食環境はサンボ・サトシンと同レベルだが、筋肉質の堂々とした体型を維持している。ゆいかを牛丼に誘って口説いていたが、ご馳走のつもりだったのかも。
他の団員が売れ始める中でまったくオファーがなく、一人取り残された様な疎外感を持つようになる（八神・ゆいかは拒否しているだけで、オファー自体が無いのはジョーのみ）。しかし、八神が売れ始めたことで変っていく他の団員を非難するのを聞いて「（金持ちの）お前の言っていることは、ボンボンの甘えじゃないのか？」と言い返してしまう。
佐藤新
演 - 藤ヶ谷太輔（現・Kis-My-Ft2）
劇団「下北サンデーズ」の男優。メガネ・オシャレ担当。通称「サトシン」。漫画喫茶でアルバイトしている。
オシャレに常に気を使っているが基本的にはサンボ達と同じぐらい貧乏で、サンボ・ジョーと共にラーメンの替え玉を食べる場面がある。多少オタク気味な志向の持ち主で、秘密にされていた千恵美の過去（ちくわっこくらぶ時代：あくたがわ翼曰く「パンドラの箱」）を嗅ぎつけて公表してしまう。
後に雑誌のモデル（めがね）に起用される。元々我の強い方でないので増長した感じはないが、稽古にくる回数は減っている模様。原作には登場しない人物。
田所双葉
演 - 高部あい
劇団「下北サンデーズ」の女優。かわいい系の新人。下北沢の古着屋でアルバイトしている。
演技は未熟で、稽古で千恵美からダメだしを受けている場面もある。後に劇団「犬☆魂」や炎劇戦線トラッシュ・ガービッジにゲスト(?)出演するなど、活躍の場を広げている。原作には登場しない人物。

#### 里中家
里中花
演 - 木野花
ゆいかの母。元動物学者で若いころは「山梨のムツゴロウ」と呼ばれ、結婚前に猿と3年間同棲していた。
基本的にのんびりしている性格らしく、母からゆいかに電話をすることはないらしい。十郎のかけた電話にたまに出るぐらい。原作には登場しない人物。
里中十郎
演 - 半海一晃
ゆいかの父。温泉旅館「隠し湯 鹿鹿館」の経営に忙しくてゆいかの面倒をあまり見なかったが、そのお陰で周辺では一番の老舗旅館と言われるまでになった。
東京で一人暮らしするゆいかを心配して頻繁に電話してくるが、世間一般の父親と同じく娘（ゆいか）からは邪険に扱われる。原作には登場しない人物。
里中富美男
演 - 北村総一朗
ゆいかの祖父。忙しい両親に代わって幼いゆいかの面倒を見ていた。時々居なくなることがあったが、今でもゆいかには理由が分からない。
上京後のゆいかの動向に不信を抱いて、家族には無断で下北沢に登場する（地元では行方不明者として消防団を動員した大掛かりな捜索が行われた）。原作には登場しない人物。

#### その他
赤茶げ先生
演 - 黒沢かずこ（森三中）
ゆいかの住む「あーばんはうす」の住人。本業はマッサージか整体らしいが、病気を「気」の力で直してしまう特技の持ち主。原作には登場しない人物。
眠眠亭店長ヒロ太
演 - 三宅弘城（ナイロン100℃）
ゆいかのアルバイト先であるラーメン店「眠眠亭」の店主。パンクバンド「ザ・イエローハーツ」を結成している。売れない劇団員をそれとなく応援する下北沢住人といった感じで描かれている。原作には登場しない人物。
ケラリーノ・サンドロヴィッチ
演 - ケラリーノ・サンドロヴィッチ
下北沢の神様として出演。サンデーズや団員と出会うたびに意味深な言葉を投げかける。基本的に現実と同じ人物を演じているらしい。原作には登場しない人物。
ハイロー
演 - 野添義弘
原作には登場しない人物。
プイさん
演 - 堀まゆみ
下北サンデーズを始めとする貧乏な小劇団が常連となっている居酒屋（山菜系居酒屋ちくわ木産）の店員。タイ出身で頼んでもいないパクチー（香草）を客に出す（理由は作中で説明されている）。
タイで聞いた「下北以上 原宿未満」の曲が好きで来日、日本では下北沢以外には住まないと言っている。原作では中国人の設定（名前はなし）となり、「中国人ウェイトレス」という表記のみで登場。
黒沼
演 - 岩尾万太郎
原作には登場しない人物。
三谷幸三
演 - 眼鏡太郎
ゆいかの学友。専攻は物理学科。サークルは真菌研究会所属。野田と共に入学説明会でゆいかの隣に座り、そのまま野田とコンビでゆいかに付きまとうが、共にゆいかのチケットノルマに協力している。後にゆいかの追っかけや千葉大のゆいかファンを纏め、ゆいかファンクラブを発足させる。会員番号No.2。原作には登場しない人物。
野田秀夫
演 - 辻修
ゆいかの学友。専攻は数学情報数理学科。サークルは切手研究会所属。ゆいかに絡むときは三谷と常に一緒。ゆいかファンクラブでは会員番号No.1。原作には登場しない人物。
マーキー
演 - 龍坐
原作には登場しない人物。
友香
演 - 信川清順
原作には登場しない人物。
炎劇戦線トラッシュ・ガービッジ
演 - 中津留章仁、ひわだこういち、小林一英、カゴシマジロー、吹上タツヒロ、粕谷吉洋
下北沢を中心に活動する劇団。サンデーズと同じOff Offシアターで活動中。サンデーズの駅前進出で追い越された。
居酒屋ちくわ木産では犬☆魂の横を指定席として、常に男ばかり7-8人が集まっている（人数変動の少なさは団結力の証?）。強面劇団員が多く、揃いの黒装束で熱い演劇論を戦わせている様は、ジョー曰く「まじ、こぇー」。
劇団犬☆魂
演 - たくませいこ、西永貴文、及川水生来、井澤崇行、中島徹、秋枝直樹、佐々木光弘
サンデーズより後に出来た劇団だが、独自のファッション性とファンとの積極的なコミュニケーションにより既に一定の人気を得て駅前劇場に進出している。作中ではサンデーズに追いつかれ、更に追い越された。
居酒屋ちくわ木産ではサンデーズ指定席の通路を挟んだ隣を指定席として、常に5-10人が陽気に楽しんでいる（半分は女性、たまにプイさんに「うるさい」と怒られる）。隣の見た目硬派なトラッシュ・ガービッジとは正反対なスタイルで、外見的な軟弱さからジョーに「犬」と呼び捨てにされてしまう。上記2劇団の登場は、原作ではなし。
渋谷尚人
演 - 池田鉄洋
下北サンデーズを傘下に収めようと動く、大手芸能事務所「オフィス フォルテッシモ」のチーフマネージャー。
いかにも怪しげな雰囲気を身にまとい、チケットの大量購入やゆいかのグラビア拒否を容認するなど、甘言を弄してサンデーズを手中に収めようとしている様子を見せる。第8話で真の目的が明らかになる。原作には登場しない人物。
大鳥ゲン
演 - 京本政樹
人気俳優。
代沢二朗
演 - 藤井フミヤ
下北沢にある牧場のオーナー。年間百本は見ると言われるほどの演劇通で、見た作品の出来に応じて牛乳の差し入れをすることから通称「牛乳おじさん」と呼ばれる。
差し入れする牛乳には3種類あり、プレーン牛乳をもらった劇団は「1年以内に本多劇場まで上る」というジンクスがある。ちなみにコーヒー牛乳は出来によって微妙に調整されているとされ、もちろんプレーンに近い方が良い。また「お子ちゃま」向けだとフルーツ牛乳になる。
下北サンデーズは10年間フルーツ牛乳すら貰えていなかった（評価の対象外）が、黒子（ゆいか）のハプニングを「シュールな演出」と評価して初めてコーヒー牛乳を差し入れた。
下馬伸明
演 - 古田新太
劇団「下北サンデーズ」の稽古場のオーナー。「しもうま」と読み、「しも」は○、「げば」は×。同じ稽古場で下馬流日本舞踊を教えている（空いている時間をサンデーズに貸している）。
第1話で稽古場からサンデーズを追い出そうとするが、入団試験中だったゆいかに論破され、レッドカードを出された（ゆいかの暴走その1）。原作には登場しない人物。

### スタッフ
- 原作 - 石田衣良『下北サンデーズ』（幻冬舎刊）
- 脚本 - 河原雅彦、中津留章仁、西永貴文、三浦有為子
- 音楽 - 屋敷豪太
- プロデュース - 桑田潔（テレビ朝日）、市山竜次（オフィスクレッシェンド）
- 演出 - 堤幸彦、丸毛典子、木村ひさし
- 演出補 - 加藤伸一
- 制作 - テレビ朝日、オフィスクレッシェンド

### 主題歌
下北以上 原宿未満
歌 - 藤井フミヤ
下北サンデーズのエンディング用に書き下ろし、「下北」というキーワードをタイトルにも織り込んだ。堤監督の要望である「皆で口ずさめるテーマ曲」という風になった、ピュアな青春ソング。主演の上戸彩もカバーした。
原作では、『下北以上 原宿未満』は架空の劇団・たけのこホテルの幻の上演作品という事になっている。
第4話のエンディングで、代沢二朗の弾き語り+赤ちゃげ先生のコーラスが聞ける。

### 下北サンデーズの公演履歴
- シモキタ クライマーズ〜いつか頂上に立つその日まで〜
- 天国を見る女
- 下北ラーメンウォーズ
- プライベートタイム
- DEEP IMPRESSION
- 下北ラーメンウォーズ エピソード0
- 世紀末伝説〜ノストラダムスの恐怖〜
- END OF LIFE
- プライベートタイム（再演）
- JUNGLE
- 人造人間ジョディの憂鬱
- 天国を見る女（再演）

- 暗黒超人ビジンジャー
- PUNK LADY
- ナポリの女王アンナ
- 雲の上のシンデレラ〜まさか私死んでれら？〜
- 不思議の国のジュリエット
- 浅草の女商人〜混ぜろ! もんじゃ焼き
- スクリーンに雨が降る
- 鏡の中のカルメン〜響け！ 電気釜〜
- JUNK WORLD
- SUMMAERTIME STRANGER（駅前劇場）
- 進化しなかったサル（ザ・スズナリ）
- 下北ソングス（本多劇場）

### ドラマに関するエピソード
- テレビドラマ化が正式に決定したのは、石田が原作の最終回を執筆している最中。
- 下北沢を舞台にした小劇場界をテーマにしているだけあって、実際に下北沢に縁のある実在の演劇人や劇団員が多数出演しており、本多劇場グループ代表の本多一夫も出演している。なお原作では架空の劇場名が付されていたが、ドラマ化の際には全て実際の劇場名に改められた。
- 下北サンデーズのキャストで劇団出身者は座長役の佐々木蔵之介のみであり、その佐々木にしても関西の劇団惑星ピスタチオ出身で下北沢には縁がない（江本亜希子役の山口紗弥加も舞台経験は豊富だが、自身が特定の劇団に所属した事はない）。
- 合言葉は、「梅ヶ丘、豪徳寺、土曜の次はサンデーズ!」
- 第3話で「2.2ちゃんねる」という電子掲示板が登場し、「地味な下北サンデーズのキュートな黒子ちゃんを応援するスレッド3」が出てくる。更に第6話で同スレッドは10まで進んでおり、第7話では「【黒子ちゃん改め】里中ゆいかを実況するスレッド」に移行。この盛り上がりが作中の「ぴっちりブルマコンテスト」でゆいかが準優勝する原動力となったと思われる。
- 作中の炎劇戦線トラッシュ・ガービッジは実在の演劇ユニットTRASHMASTERSが元ネタ。このユニットは中津留章仁が主宰するlast creators productionを母体としており、TRASHMASTERSから中津留章仁・ひわだこういち・カゴシマジロー・吹上タツヒロの4人が出演した。またマーキー役の龍坐もlast creators production所属。残る小林一英は劇団動物電気所属で、粕谷吉洋はフリー。クレジットは以上の6人だが、第2話の紹介場面には7人、その後も7-8人で演じている場合が多い。
- 作中の劇団犬☆魂は実在の劇団猫☆魂（西永貴文主宰）が元ネタで、猫☆魂から西永貴文・井澤崇行・秋枝直樹・佐々木光弘の4人が出演した。他はたくませいこが吉本興業所属、及川水生来は劇団動物電気所属で、中島徹は劇団メタリック農家所属。クレジットは以上の7人だが、第2話の紹介場面にはなんと10人おり、その後も5-8人と人数が大きく変動していた。
- 劇団稽古指導の入月美樹は劇団月歌舎の座長で、第8話で看護婦役を演じている（第8話のみ劇団稽古指導のクレジットなし）。また妹で漫画家の入月裕美子がサンデーズのマスコット「サンデ軍曹」をデザインし、第7話に登場した男性スタンドイン（オカマの設定）が弟の入月謙一である。更に第1話でラーメン屋（眠眠亭）にポスター張りをお願いに来た劇団ロリコン伯爵（これも実在の劇団ロリータ男爵が元ネタ）の二人は月歌舎公演のレギュラー出演者である久保田寛子（劇団IQ5000所属、第7話にも女性スタンドインとして出演）と伊藤大輔で、第2・3話で千葉大の講師役を演じた小野塚老も月歌舎公演の常連、第7話の女性スタンドインとして月歌舎メンバー松原亜希も出演している。
- ゆいかが最初にサンデーズの公演を見た時に貰ったパンフレットに付いていたチラシは、実在の劇団を元にした物となっていた。既出の炎劇戦線トラッシュ・ガービッジや犬☆魂以外に、Cotton100%（ナイロン100℃）、拙者テリーヌ（拙者ムニエル）、SETAGAYASEN☆RS（SHINKANSEN☆RS：劇団☆新感線の別名）、植物電気（動物電気）、猫のビジネスホテル（猫のホテル）がある。拙者ムニエル以外の劇団から最低一人は出演しているのが確認されている。
- 借金による夜逃げで駅前公演をキャンセルし、下北サンデーズの駅前進出を可能にした劇団脱皮族は実在の劇団毛皮族が元ネタ。もちろん夜逃げの経験はなく、ドラマ放送期間中は「劇場すごろく」の頂点である本多劇場で公演していた。
- Off Offシアターを始め劇場内の場面は新宿区高田馬場のホールなど別の場所で撮られているが、これは撮影期間中の劇場スケジュールが全く空いていなかった事による（テレビ朝日広報部）。そのため、ゆいか役の上戸彩が番宣で出演した『堂本剛の正直しんどい』で「ザ・スズナリ」の内部に入り、「初めて入った」と述べている（その際にジャージ姿になり、舞台上で堂本剛と寸劇を行った）。
- サウナで「入れ墨禁止！」の紙を持っていた従業員は、落語家立川志の吉（現：立川晴の輔）が演じており、第五話では落語指導を務めている（蛭子能収演じる建設会社社長が過去に落語家を目指したエピソード）。
- オフィスフォルテッシモは、堤幸彦が取締役を務め本ドラマの制作会社でもあるオフィスクレッシェンドが元ネタ。作中でオフィスフォルテッシモ内部の光景が出てくるがオフィスクレッシェンドである（ドラマで写った外観は違うらしい）。
- 監督の堤幸彦は自身のブログで多忙であったことを告白しており、演出を第3・4話で丸毛典子、第7・8話で木村ひさしに委ねている。また全話の脚本を担当した河原雅彦も自身の劇団の地方公演と重なっており、第3・4・7・8話で三浦有為子、第5話で中都留章仁、第6話で西永貴文との連名になっている（3人とも第9話は脚本スタッフ）。そのため純粋に堤幸彦・河原雅彦コンビでは第1・2・9話のみとなり、各話での趣向や出来上がりに差が出たとの批評が出ている。
- たびたび物語の舞台となった格安居酒屋「山菜系居酒屋ちくわ木産」は、実在する海産物居酒屋さくら水産が元ネタ。ドラマに出てくる店舗は実在していない。東京を中心とした居酒屋チェーンであるため全国的には知られていないが、安さでは同業他社に比べ頭抜けている存在として知られる。もちろん演劇人にも馴染みの店である。
- ゆいかを始め、サンデーズの女優陣が住んでいる「あーばんはうす」は下北沢に実在するアパート。実際には居住する人はおらず、作中ではそれなりに写っているが、かなり悲惨な状態であったらしい。第4話の部屋を改造する場面は、所有者の許可を得て実際の建物を改造している。
- ゆいかの学友として登場する三谷幸三と野田秀夫は、三谷幸喜と野田秀樹が元ネタで、小劇場出身という共通点を持つ。三谷幸三役の眼鏡太郎はKERAことケラリーノ・サンドロヴィッチが主宰するナイロン100℃所属。野田秀夫役の辻修は正岡泰志が主宰する肉体派劇団動物電気所属。こちらも共に下北沢に縁のある生粋の小劇場俳優である。
- ゆいかのバイト先のラーメン屋「眠眠亭」は下北沢の名店「珉亭」が元ネタ。THE BLUE HEARTSのボーカル甲本ヒロトがバイトしていた事でも知られる有名店である（店長達のバンド名はそれをもじってザ・イエローハーツ）。店のメニューは全てTHE BLUE HEARTSかTHE HIGH-LOWSの曲名をもじっている。また最終回に登場した新メニューはザ・クロマニヨンズ（THE CRO-MAGNONS）に由来している。作中でザ・イエローハーツが歌っていた曲（地下鉄-地下鉄?）はTHE BLUE HEARTSにとって最初のヒット曲となった『TRAIN-TRAIN』が元ネタ。ザ・クロマニヨンズのメンバーが判明したのはドラマ放映中の7月であるため、第9話の新メニューはそれ以後に考案されたと思われ、1話短縮の中で生き残ったのは堤のネタやギャグに対する執着の強さを物語っている。
- 高部あい演じる田所双葉は実在の女優、田所二葉がモデルである。堤幸彦作品にたびたび出演しており、第5話で「ぴっちりブルマーコンテスト」のアシスタント役で出演している。
- 最終回に里中富美男一座が「踊りながらレインボーブリッジを封鎖」したのは、里中富美男役の北村総一朗が湾岸署の神田署長役で出演した『踊る大捜査線 THE MOVIE 2 レインボーブリッジを封鎖せよ!』にちなんだネタ。ドラマ『踊る大捜査線』シリーズの最初期からのレギュラーであり、スリーアミーゴスのリーダー北村ならではのネタと言える。
- 第1話の千葉大入学説明会でサンデーズのメンバーが演壇をノコギリで切断する話は原作にはなく、脚本を担当した河原雅彦自身の実体験が基になっている（その時は切断までは至らず、端を切っただけだった）。
- ストーリーに絡む「劇場すごろく」には、下北沢に存在する第五の劇場である「劇」小劇場（1997年開場）が登場しない。これは1クールのドラマ化という制約にも関係すると思われるが、「劇場すごろく」自体が1990年代前半には演劇人の間で既に認知されていたことに由来する。また、実際にはすごろくの各マスが下北沢の劇場に限定される事なく、ゴールは本多劇場ではなく紀伊国屋ホールと認識している人も多かった。
- この作品は下北沢駅の地下化およびその工事前（当時も工期中ではあった）の様子が残されているある意味貴重な作品でもある。
- 第2話でゆいかが「劇団員らしくなろう」と決意して古着屋で自ら前髪をバッサリと切る場面があるが、15センチも切ってしまったため上戸彩は「予定以上に切りすぎちゃってヤバイって思いました。」と苦笑いした。新しい髪型は堤幸彦とヘアカタログを見ながら決めたというが、上戸彩は「気分が変わるので、ヘアチェンジは大好きです。でもこんな“変形型”に挑戦するのは初めて。役柄以外のときは外を歩くのが恥ずかしい」と照れ笑いを浮かべていた。
- 第8話には当時小学2年生であった松野莉奈(のち私立恵比寿中学に加入、2017年2月8日に18歳で夭折)がゲスト出演していた。

### 原作との相違点
- ゆいかは以前からサンデーズのファンで、入団は台風の日に観劇した際に千恵美とキャンディにいじられたのがきっかけ。
- ゆいかの通う大学は東京の電子工学科。
- ゆいかの実家は長野。

### 放送日程
| 各話                                                          | 放送日        | サブタイトル                       | サブタイトルのパロディ元 | 脚本                | 演出       | 視聴率 |
| ------------------------------------------------------------- | ------------- | ---------------------------------- | --- | ------------------- | ---------- | ------ |
| 第1公演                                                       | 2006年7月13日 | 小劇場と書いて『ビンボー』と読む!? | アニメ 「ボボボーボ・ボーボボ」 第1話サブタイトル 『【毛魂】と書いて"スパークリング"と読ませたい…』 および第2話サブタイトル 『【毛涙】と書いて"センチメンタル"と読んでほしい…』 | 河原雅彦            | 堤幸彦     | 11.4%  |
| 第2公演                                                       | 2006年7月20日 | ビバリーシモキタ高校白書           | 海外ドラマ 「ビバリーヒルズ高校白書」 | 河原雅彦            | 堤幸彦     | 8.1%   |
| 第3公演                                                       | 2006年7月27日 | 仁義なき戦い〜下北女優戦争         | 映画 「仁義なき戦い」 | 河原雅彦 三浦有為子 | 丸毛典子   | 6.3%   |
| 第4公演                                                       | 2006年8月3日  | 世界はサンボを座長と呼ぶんだぜ     | サンボマスターの楽曲 「世界はそれを愛と呼ぶんだぜ」 | 河原雅彦 三浦有為子 | 丸毛典子   | 7.5%   |
| 第5公演                                                       | 2006年8月10日 | 下北キャンディキャンディ           | 漫画・アニメ 「キャンディ・キャンディ」 | 河原雅彦 中津留章仁 | 堤幸彦     | 6.9%   |
| 第6公演                                                       | 2006年8月17日 | ブルマなゆいかが下北を回す!        | 小説・映画 「陽気なギャングが地球を回す」 | 河原雅彦 西永貴文   | 堤幸彦     | 7.2%   |
| 第7公演                                                       | 2006年8月24日 | 僕ら薔薇薔薇…という感じ?           | 田原俊彦の楽曲 「君に薔薇薔薇…という感じ」 | 河原雅彦 三浦有為子 | 木村ひさし | 5.8%   |
| 第8公演                                                       | 2006年8月31日 | サルたちのシモキタザワ             | | 河原雅彦 三浦有為子 | 木村ひさし | 6.4%   |
| 最終公演                                                      | 2006年9月7日  | さよならサンデーズ                 | | 河原雅彦            | 堤幸彦     | 6.3%   |
| 平均視聴率 7.3%（視聴率はビデオリサーチ調べ、関東地区・世帯） |               |                                    | |                     |            |        |

- 当初は全10話の予定だったが、一話繰上げで打ち切りとなった。

| テレビ朝日 木曜ドラマ                | テレビ朝日 木曜ドラマ                 | テレビ朝日 木曜ドラマ                         |
| 前番組                               | 番組名                                | 次番組                                        |
| ------------------------------------ | ------------------------------------- | --------------------------------------------- |
| 7人の女弁護士 (2006.4.13 - 2006.6.8) | 下北サンデーズ (2006.7.13 - 2006.9.7) | だめんず・うぉ〜か〜 (2006.10.12 - 2006.12.7) |